# Jahan-Xah
|  | Per a altres significats, vegeu «Jahan Xah». |

Jahan-Xah (àzeri en alfabet àrab: جهان شاه; àzeri: Cahan şah; persa: جهانشاه) (1397 - 11 de novembre del 1467) fou emir i sultà dels qara qoyunlu (1438-67), el més gran de la dinastia sota el qual els seus dominis van arribar a la seva màxima extensió i poder. Va escriure poemes en llengua àzeri amb el pseudònim Haqiqi (àzeri: Həqiqi; persa: حقیقی).

## Biografia
Vers el 1410 va rebre del seu pare Qara Yússuf el govern dels territoris del llac Van amb seu probablement a Erciş. El 1433 es va revoltar contra el seu germà Iskandar ibn Kara Yusuf i poc després va reconèixer la sobirania del sultà timúrida Xah Rukh. També un altre germà, Ispan o Isfahan, s'havia apoderat de l'Iraq (1433) i s'havia declarat vassall de Xah Rukh.
Amb el vassallatge d'aquests dos prínceps Xah Rukh es va sentir fort i, a petició del xirvanxah de Xirvan, els dominis dels quals havien estat devastats, va marxar en expedició cap a l'Azerbaidjan (1434). Xah Rukh va cridar a Jahan-Xah a Rayy, el va proclamar sultà suprem dels qara qoyunlu, i va envair el territori d'Iskandar. Aquest es va retirar a terres otomanes; els territoris que els timúrides dominaven eren entregats al seu protegit Jahan-Xah, però quan l'exèrcit timúrida es va retirar al final del 1435, Iskandar va retornar i va recuperar una part dels seus dominis. Jahan-Xah va conservar principalment l'Azerbaidjan que li havia estat lliurat per Xah Rukh.
Quan el 1438 Iskandar va voler ocupar Azerbaidjan fou derrotat per Jahan-Xah a la rodalia de Tabriz. Iskandar va fugir a la fortalesa inexpugnable de Alindjak, on tenia a la família i tresors, i Jahan-Xah el va assetjar; Iskandar esperava ajut d'Egipte i el sultà Barsbay va enviar un exèrcit, però llavors va morir aquest sultà el 7 de juny de 1438, i l'exèrcit va saber la notícia quan era a Erzindjan i va retornar a Egipte; les esperances d'Iskandar es van esvair. Poc després Iskandar era assassinat pel seu propi fill Shah Kubad. Finalment Jahan-Xah va conquerir la fortalesa i fou reconegut com a sultà arreu.
El 1446 va arrabassar Iraq a Fulad, fill d'Esfahan que acabava de succeir al seu difunt pare feia uns mesos. A la mort del seu senyor nominal Xah Rukh (1447), a Herat van esclatar lluites per la successió timúrida. Jahan-Xah es va fer llavors independent dels timúrides i va obtenir el suport fins i tot d'alguns caps dels aq qoyunlu.
Van emergir aleshores els actors que van passar a la història escrits en lletres d'or: Fatih Mehmet (sultà otomà), l'aq qoyunlu Hasan Padishah i Sheikh Junayd (líder sufita safàvida). Es pot dir que els projectes polítics i socials dels tres líders van establir els fonaments d'aquest sorprenent avanç al Pròxim Orient. No hem d'ignorar una sèrie d'elements que van preparar els fonaments de l'edat; un dels que el va preparar va ser Jahan-Xah, administrador de l'Azerbaidjan pels timúrides durant molts anys, que a partir de 1446 va posar en vigència el seu projecte de reunir els Qara-Qoyunlu (que donaven l'aparença d'estar dispersos i dividits políticament) al voltant d'un líder i convertir-los en l'estat més poderós a l'Orient Mitjà. En prendre Bagdad, fins aleshores sota l'administració de Fulad, fill d'Esfahan Bey (germà de Jahan-Xah), va aconseguir el seu primer objectiu al juny. La mort de Shah Rukh l'alliberava dels timúrides; Jahan Shah va veure la mort del seu mestre Shah Rukh una mostra del suport diví per al seu projecte, va augmentar els seus esforços per unir l'Iran sota la seva administració. En aquest punt va entrar en una lluita amb grups religiosos i ideològics que havien arribat al punt d'amenaçar l'estat i els valors presents. El camí del governant Qara-Qoyunlu es va creuar al de Sheikh Junayd en aquest moment. Quan el xeic es va convertir en líder de la secta safàvida a Ardabil el 1447, aquesta va experimentar els dies més magnífics de la seva història. Jahan Shah, que es va preocupar que aquest grup dinàmic volgués participar en el poder, va començar una persecució sense pietat de la secta, cosa que va conduir Junayd fora del país. Sens dubte, aquesta valenta lluita obriria camí a nous i greus esdeveniments socio-polítics a la regió.
A més dels safàvides, Jahan Shah també va prendre partit contra els hurufites; va perseguir la secta, la majoria dels quals vivien als voltants de Tabriz i eren bastant forts per haver fet un intent sobre la vida del governant timúrida, Shah Rukh. Jahan Xah va matar la majoria dels seus membres. Després de l'esdeveniment, una part significativa dels membres dispersos va canviar la seva àrea d'operacions a Anatòlia i Síria; van tenir un paper influent en els esdeveniments polítics i socials que vivien aquestes regions. Després delsa hurufites va tractar amb els Musha'sha'a, considerada la secta continuació dels càrmates que havien creat contínuament problemes a l'Iraq.
Al mateix temps, la situació del fill d'Iskender, Elvend (Elwan) (+1457), el governant de Mosul, que es revoltava contra el projecte polític del seu oncle, també va crear problemes. No obstant això, el governant de Qara-Qoyunlu, juntament amb Rüstem, el talentós fill del general Tarhan Malik, van imposar-se als Musha'sha'a i a Elvend.
Elvend, incapaç d'aguantar, va buscar refugi amb els Aq-Qoyunlu. Jahan Shah va reclamar immediatament el rebel al sobirà aq qoyunlu. Jihangir, s'hi va resistir i per la vella costum d'hospitalitat, no va retornar al refugiat. Jahan Sha, decidit a recuperar-lo, va exigir l'entrega del fugitiu tres vegades i rebent una negativa cada vegada, va començar ràpidament els seus preparatius per a la guerra. Les dues nacions, les sorts de les quals van ser reunides en l'assumpte Elvend, començaven una lluita duradora de vint anys que canviaria no només els seus destins, sinó l'equilibri a la regió.
En els cinc anys entre 1447 i 1452 es va apoderar de Sultaniyya i Qazwin que sempre havia desitjat, i de Rayy, Esfahan, Fars i Kirman, tot ciutats i territoris que pertanyien a l'imperi timúrida. El 1450, en una campanya contra els aq qoyunlu (dirigits per Djahangir), va conquerir bona part d'Armènia, i va assetjar a Djahangir a Amida. El cap aq qoyunlu es va rendir la primavera del 1452 i va reconèixer la sobirania de Jahan-Xah.
Aquest acord de pau es va fer sense coneixement del germà de Djahangir, Uzun Hasan (Hasan el Llarg) que ho va considerar una rendició, i va iniciar la guerra pel seu compte i a la tardor del mateix anys 1452 va entrar a Diyarbakir (Amida) en un atac sagnant aprofitant que Djahangir estava absent en una expedició militar al Kurdistan. Una vegada al poder a Diyarbakir va desconèixer la sobirania de Jahan-Xah dels kara koyunlu i va enviar les claus de la fortalesa al Caire com a símbol de vassallatge envers els mamelucs; el sultà li va enviar la investidura com a governador de Diyarbakir. Djahangir va provar de reconquerir la capital amb ajut de contingents enviats per Jahan-Xah, però no ho va aconseguir i fou finalment derrotat el 1457; llavors tots els grups aq qoyunlu van reconèixer a Uzun Hasan.
El 1458 Jahan-Xah va fer una expedició al Gran Khorasan i va entrar a Herat el 28 de juny de 1458 i la va conservar uns mesos però el novembre de 1458, a causa de dificultats d'abastiment, va decidir el seu abandonament i va signar un tractat d'amistat i fidelitat amb el timúrida Abu Said ibn Muḥammad ibn Miranshah ibn Timur pel qual aquest li confirmava la possessió de tots els dominis adquirits pels qara qoyunlu a Pèrsia; el timúrida va entrar llavors a Herat, evacuda per Jahan-Xah, sense cap oposició. Mentre durava aquesta expedició s'havia va revoltar el seu fill Hasan Ali, revolta que fou la causa principal del fracàs de la campanya del Khurasan.
Territorialment en aquest moment fou quan el domini qara qoyunlu fou més gran; Jahan-Xah portava el títol d'emir, sultà, kan i kakhan. Administrativament i econòmicament el seu regnat també fou encertat i el desenvolupament fou notable, les ciències i la cultura foren estimulades; el mateix sobirà fou un poeta en turc i persa amb el pseudònim Kahkiki, i home de gran cultura i coneixements.
Quan va retornar va derrotar el seu fill Hasan Ali al qual va empresonar; assegurada la pau interna i la pau amb els timúrides, l'enemic principal era ara Uzun Hasan; Jahan-Xah va evitar inicialment la lluita per atendre una nova revolta, aquesta vegada del seu fill Pir Budak a Bagdad (1463 o 1464); quan la revolta fou dominada i Pir Budak fou executat (1466), va iniciar la guerra contra Uzun Hasan (1467).
Després d'una campanya irregular, ja proper l'hivern fou atacat al seu camp per Uzun Hasan i derrotat decisivament, i Jahan-Xah i el seu quart fill Muhammad van morir i el tercer fill Abu Yusuf fou capturat i cegat; el fill gran Farrukhzad havia mort feia anys i el segon Abu l-Kasim va morir el 1468. La successió la va recollir Hasan Ali, que estava a la presó i fou alliberat i proclamat sultà.